# GENESIS ARIA
《GENESIS ARIA》是sphere的第12張單曲。2013年5月1日由GloryHeaven發行。

## 概要
與前作《Pride on Everyday》相隔半年發行，是2013年的第1張單曲。標題曲《GENESIS ARIA》是電視動畫《革神語》的主題曲。

## 收錄曲目
1. GENESIS ARIA [4:41]
作詞：こだまさおり，作曲、編曲：菊田大介
電視動畫《革神語》主題曲
2. タイムマシン [4:38]
作詞、作曲：三輪智也，編曲：中土智博
3. GENESIS ARIA（Off Vocal）
4. タイムマシン（Off Vocal）

DVD（只限初回限定盤）
1. GENESIS ARIA（Music Clip）

## 外部連結
- Lantis介紹網站
  - 初回限定盤（页面存档备份，存于）
  - 通常盤（页面存档备份，存于）